# Mémoire traquée
Pour plus de détails, voir Fiche technique et Distribution.
Mémoire traquée est un film franco-canadien réalisé par Patrick Dewolf et sorti en 1992.

## Synopsis
Bruce, quinze ans, perd la mémoire à la suite d'un accident de voiture. Ses parents, traqués par une organisation criminelle pour avoir témoigné contre la Mafia, sont contraints de se cacher sous une fausse identité. Mais le passé du jeune homme lui revient par bribes et il se rend compte du complot qui menace ses parents.

## Fiche technique
- Titre : Mémoire traquée
- Titre original : Lapse of memory
- Réalisation : Patrick Dewolf
- Scénario : Patrick Dewolf et Philippe Le Guay, d'après le roman de Robert Cormier
- Musique : Alexandre Desplat
- Pays d'origine :  Canada |  France
- Langue : anglais, français
- Genre : thriller
- Durée : 85 minutes
- Date de sortie :
  - France : 8 janvier 1992

## Distribution
- John Hurt
- Marthe Keller
- Mathew Mackay
- Kathleen Robertson
- Marion Peterson